# (20720) 1999 XP101
(20720) 1999 XP101 è un asteroide troiano di Giove del campo greco. Scoperto nel 1999, presenta un'orbita caratterizzata da un semiasse maggiore pari a 5,270633 UA e da un'eccentricità di 0,145303, inclinata di 18,180964° rispetto all'eclittica. Ha un diametro di 34,120 km e un'albedo di 0,060.